# 2. Sinfonie (Walton)
Die 2. Sinfonie des englischen Komponisten William Walton (1902–1983) wurde 1960 in Edinburgh durch das Liverpool Orchestra unter Leitung von John Pritchard uraufgeführt.

## Entstehung, Uraufführung und Rezeption
William Waltons 2. Sinfonie entstand rund 25 Jahre nach seinem sinfonischen Erstling. Anlass war ein 1955 erteilter Auftrag der Royal Liverpool Philharmonic Society für die Feiern zum 750-jährigen Bestehen der Stadt, das 1957 begangen wurde. Da Walton noch an anderen Werken, darunter dem Cellokonzert, arbeitete und zudem ein Autounfall einen Krankenhausaufenthalt erforderlich machte, begann er jedoch erst Ende 1957 mit der Komposition der Sinfonie. Die zunächst auf Dezember 1958 verlegte Uraufführung musste aber erneut verschoben werden, denn der für seine langsame Arbeitsweise bekannte Komponist schloss die Sinfonie erst im Juli 1960 ab. Die Uraufführung erfolgte am 2. September 1960 im Rahmen des Edinburgh Festival durch das Liverpool Orchestra unter Leitung von John Pritchard.
Anders als Waltons kraftvolle 1. Sinfonie, die sich unmittelbar nach der Uraufführung zu einem Repertoirestück entwickelte, fand die trotz großer Besetzung deutlich undramatischere, konzentriertere 2. Sinfonie in der Musikkritik ein geteiltes Echo, wohl auch deshalb, weil sie nicht den 1960 vorherrschenden avantgardistischen Strömungen folgte. 
Waltons 2. Sinfonie war ursprünglich der auftraggebenden Royal Liverpool Philharmonic Society gewidmet. Nach dem Tod von George Szell 1970 widmete er sie jedoch dem Gedächtnis dieses Dirigenten, der sich sehr für das Werk eingesetzt und auch die Ersteinspielung 1961 mit dem Cleveland Orchestra übernommen hatte.

## Besetzung und Spieldauer
Die Partitur sieht folgende Besetzung vor: 3 Flöten (3. auch Piccoloflöte), 3 Oboen (3. auch Englischhorn), 3 Klarinetten (2. auch Es-Klarinette, 3. auch Bass-Klarinette), 3 Fagotte (3. auch Kontrafagott), 4 Hörner, 3 Trompeten, 3 Posaunen, Tuba, Pauken, umfangreiches Schlagwerk (mit: Militärtrommel, Snare Drum, Crash-Becken, Hängendes Becken, Große Trommel, Glockenspiel, Vibraphon, Xylophon, Tamburin, Glocke), Klavier, Celesta, 2 Harfen und Streicher.
Die Aufführungsdauer beträgt eine knappe halbe Stunde.

## Aufbau und Charakterisierung
Die drei Sätze der Sinfonie tragen folgende Tempobezeichnungen:
1. Allegro molto
2. Lento assai
3. Passacaglia – Fugato – Coda-Scherzando

Der erste Satz folgt der Sonatenform mit einer leise verklingenden Coda. Sein thematisches Material speist sich in großen Teilen aus der am Anfang stehenden Großen Septime. Die Grundtonart g-Moll des überaus farbig instrumentierten Satzes wird häufig verschleiert.
Der langsame zweite Satz in H-Dur beginnt mit lyrischen Passagen der Holzbläser und Streicher. Sein Mittelteil ist delikat instrumentiert mit Streicher-Tremoli sul ponticello, Vibraphon, Celesta und Harfen. Die frei gestaltete Reprise wird vom Solo-Horn eingeleitet.
Der abschließende dritte Satz stellt eine Passacaglia dar. Das unmittelbar am Beginn stehende Thema ist eine Zwölftonfolge, deren erste drei Töne jedoch einen g-Moll-Akkord bilden. Auch die anschließenden 10 meist kurzen und rasche Variationen sind ebenso wie das folgende Fugato weder seriell noch atonal. Der Satz endet in einer triumphalen, in G-Dur mündenden Coda. 